# سنگ‌چشم‌کوکوی سیه‌فام
سنگ‌چشم‌کوکوی سیه‌فام (نام علمی: Edolisoma coerulescens) یا سیکادامرغ سیه‌فام یا خاکستری‌مرغ لوزون، گونه‌ای از پرندگان تیرهٔ Campephagidae است. این گونه بوم‌زاد فیلیپین در جزایر لوزون، کاتاندوانه، ماریندوک و سیبو است که گمان می‌رود منقرض شده است. برخی از آرایه‌شناسان این گونه را در سردهٔ Analisoma قرار می‌دهند. زیستگاه طبیعی آن جنگل‌های جلگه‌ای نمناک گرمسیری است که تصور می‌شود به دلیل از دست دادن زیستگاه در حال کاهش است.

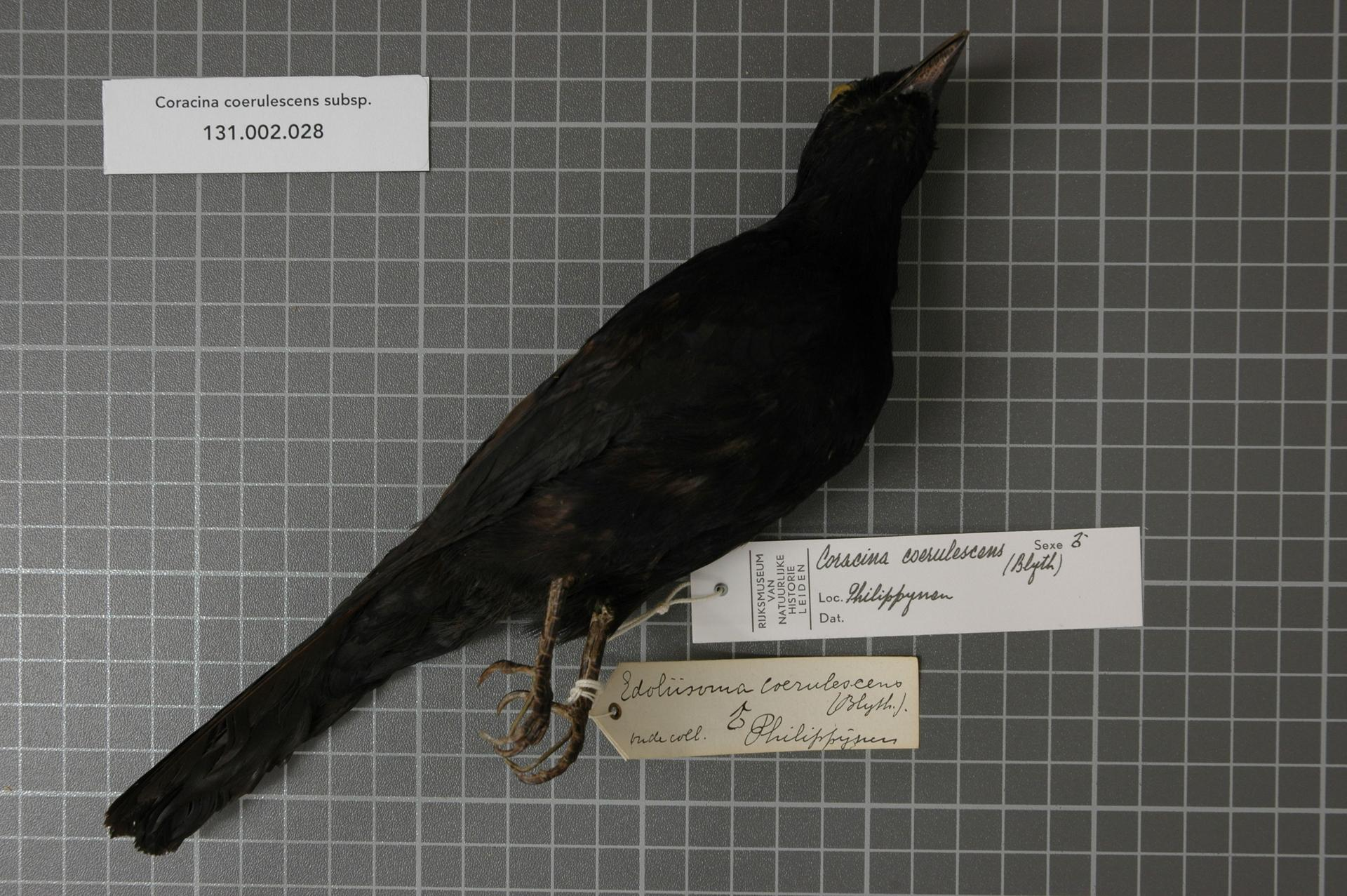
یک نمونه از مرکز تنوع زیستی ناتورالیس